# Cimetière du Borgel
Pour les articles homonymes, voir Borgel.
Le cimetière du Borgel est le cimetière juif de Tunis depuis 1894. Le cimetière chrétien ouvert en 1927 lui est contigu.
Situé sur l'avenue Kheireddine-Pacha du côté de l'esplanade Gambetta, il constituerait le plus grand cimetière juif du Maghreb, voire du bassin méditerranéen, en raison de la taille de la communauté juive locale, même si le nombre exact de tombes n'est pas déterminé à ce jour.

## Cimetière juif

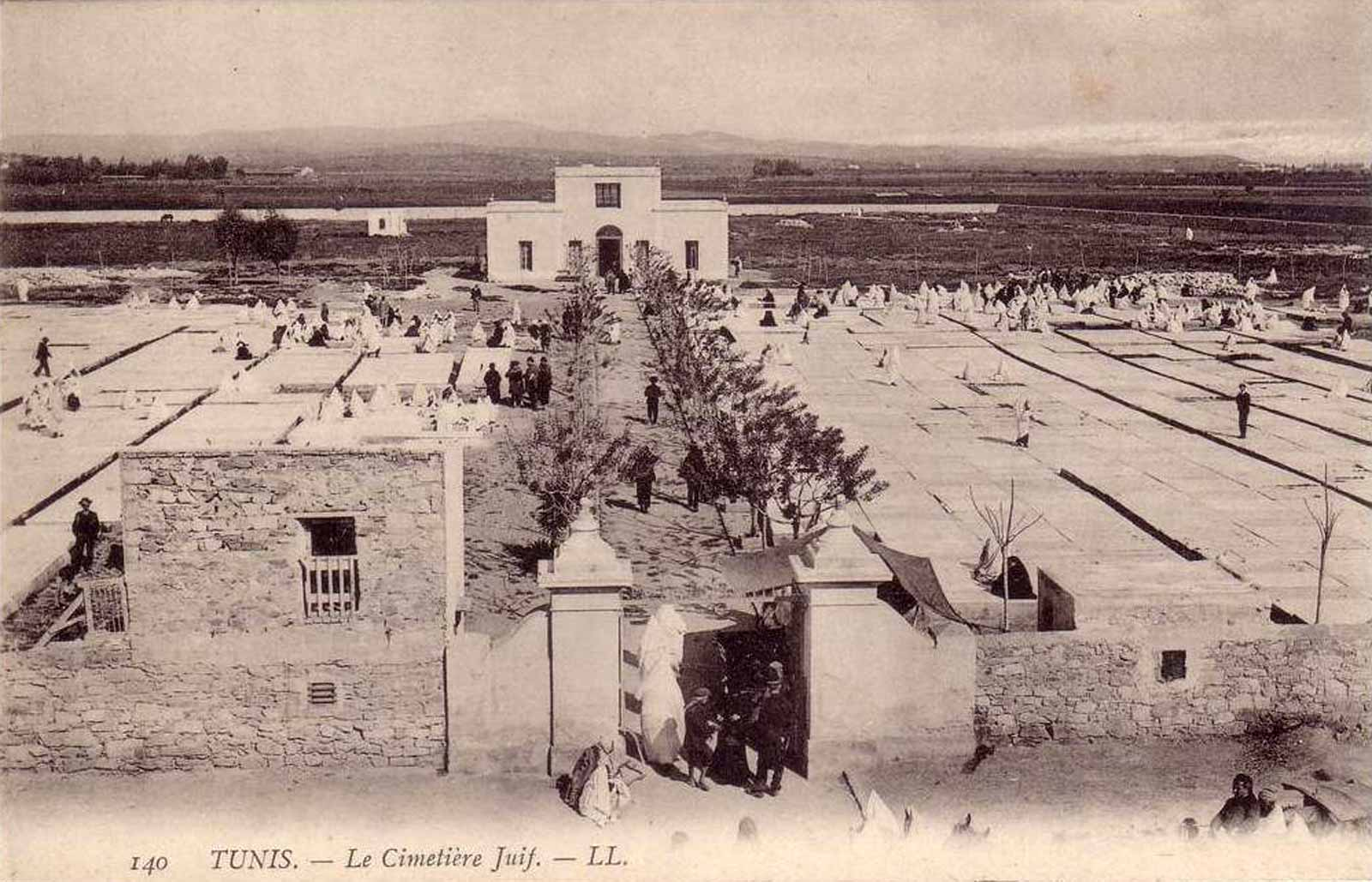
Vue du cimetière juif au début du XXe siècle.

Le cimetière juif est inauguré en 1894 par le grand-rabbin de Tunisie, Élie Borgel. Décédé en 1898 et inhumé dans ce même cimetière, celui-ci lui a donné son nom. Le cimetière juif se divise en deux parties divisées par un mur mais communiquant l'une avec l'autre ; l'une regroupe les Juifs d'origine tunisienne (Twânsa), l'autre les Juifs d'origine européenne (Granas). Le terrain reste à ce jour la propriété de la communauté juive de Tunis dirigée par Roger Bismuth.
Le cimetière juif regroupe plus de 20 000 tombes, réparties sur 24 carrés portant les noms de personnalités célèbres, dont celles de plusieurs grands-rabbins.
Elles proviennent pour la plupart de l'ancien cimetière israélite de Tunis qui occupait l'emplacement de l'actuel jardin Habib-Thameur avant l'indépendance. Un monument aux morts et un monument en mémoire des Juifs morts sous l'occupation de la Tunisie par les troupes de l'Axe (inauguré en avril 1948) y ont également été érigés. Un autre mémorial rappelle la disparition des « enfants d'Oslo » le 20 novembre 1949 : ce groupe est parti en Norvège à bord de deux avions mais l'un d'eux s'écrasa peu avant son arrivée ; 27 enfants, trois accompagnatrices et quatre membres d'équipage périssent dans l'accident. Les corps des défunts sont rapatriés et inhumés le 1er décembre dans divers cimetières juifs du pays.
Une association française, l'Association internationale du cimetière juif de Tunis (AICJT), est créée le 3 mars 2007 afin d'établir un inventaire précis des tombes, de soutenir tout projet d'étude sur le cimetière et de participer à la restauration et à l'entretien des lieux. Joseph Haïm Sitruk et Roger Bismuth en sont les présidents d'honneur.

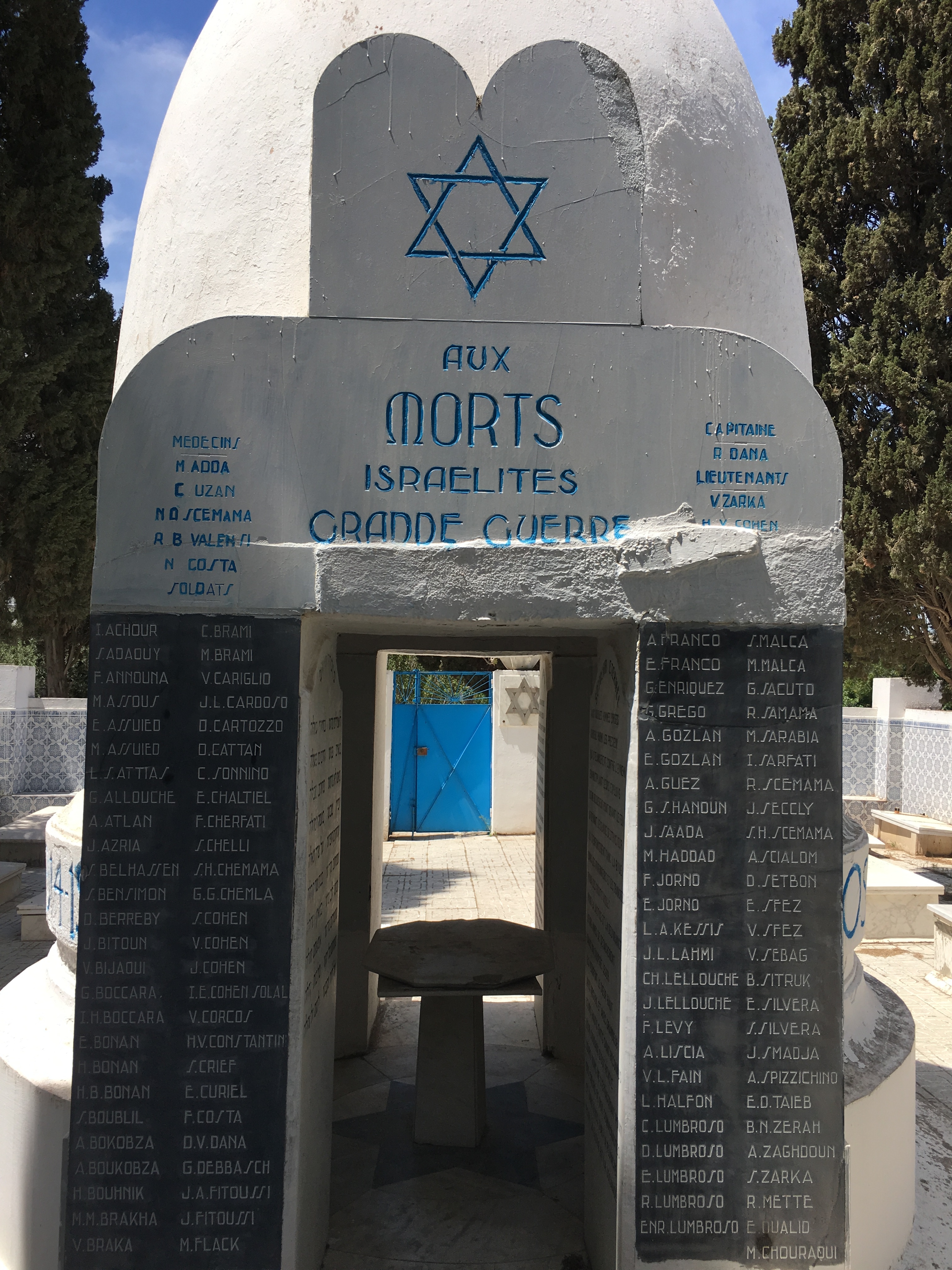
Monument aux morts.
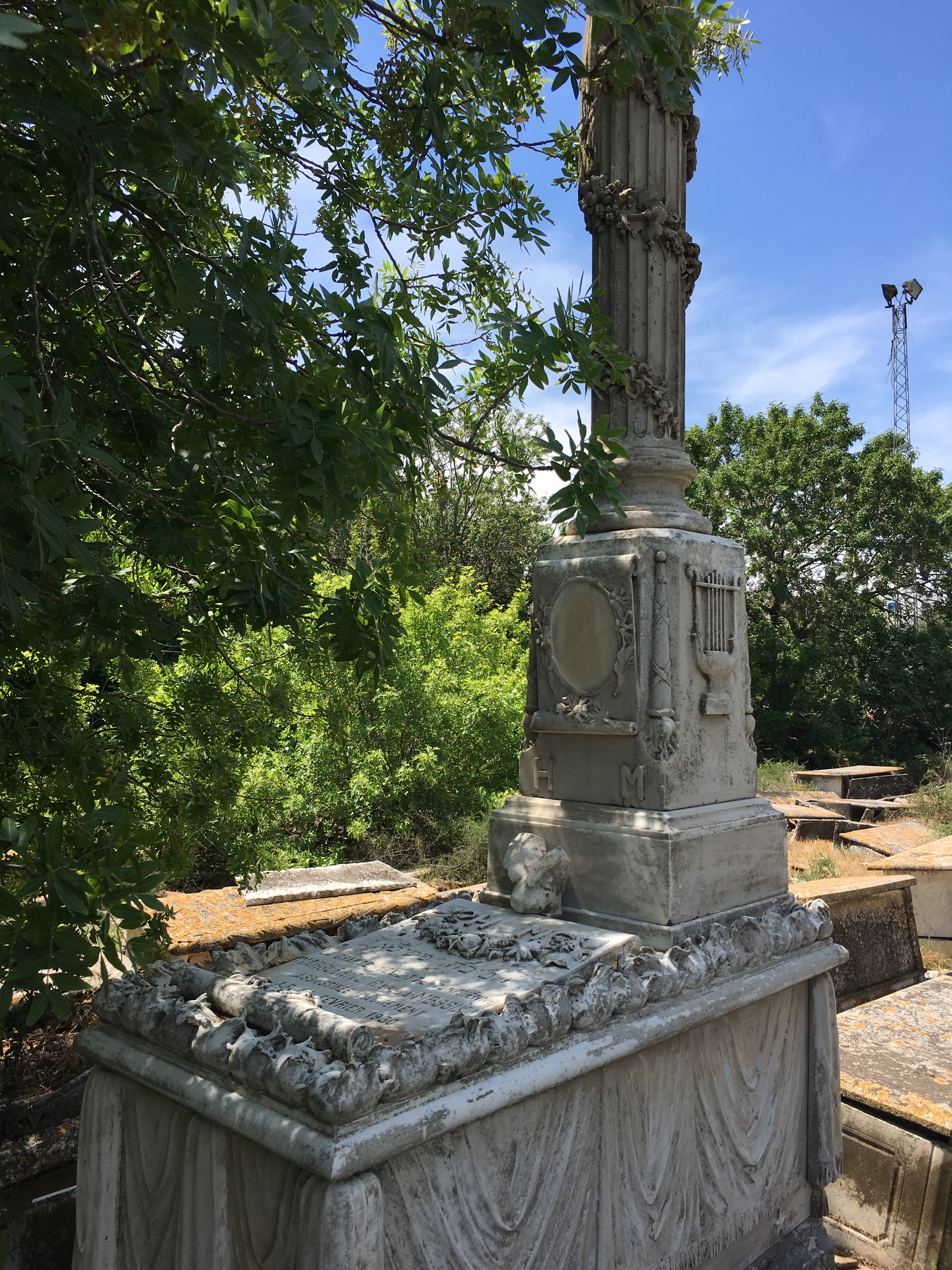
Tombe de Habiba Msika.
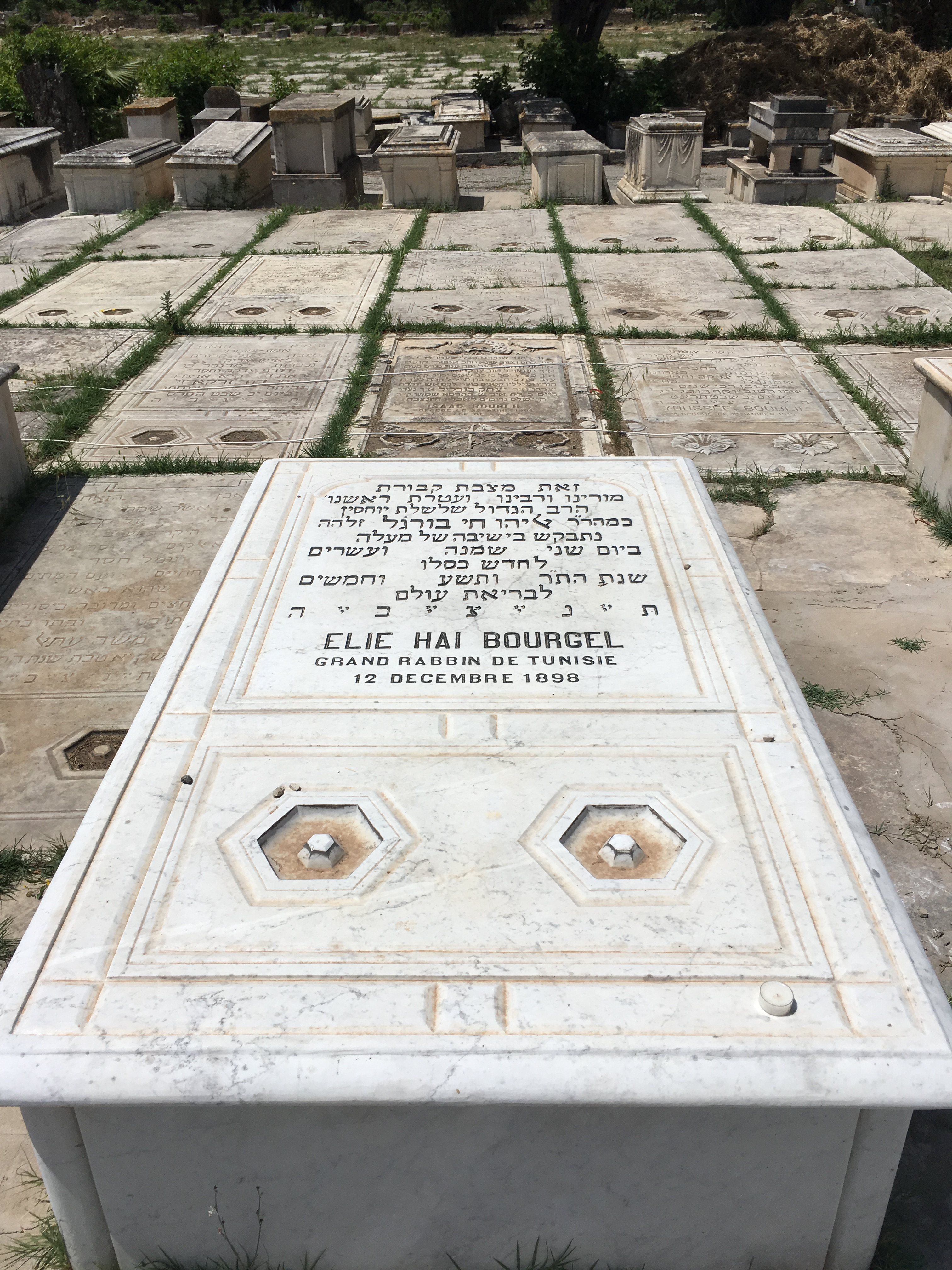
Tombe du grand-rabbin de Tunisie Élie Borgel.

## Cimetière chrétien

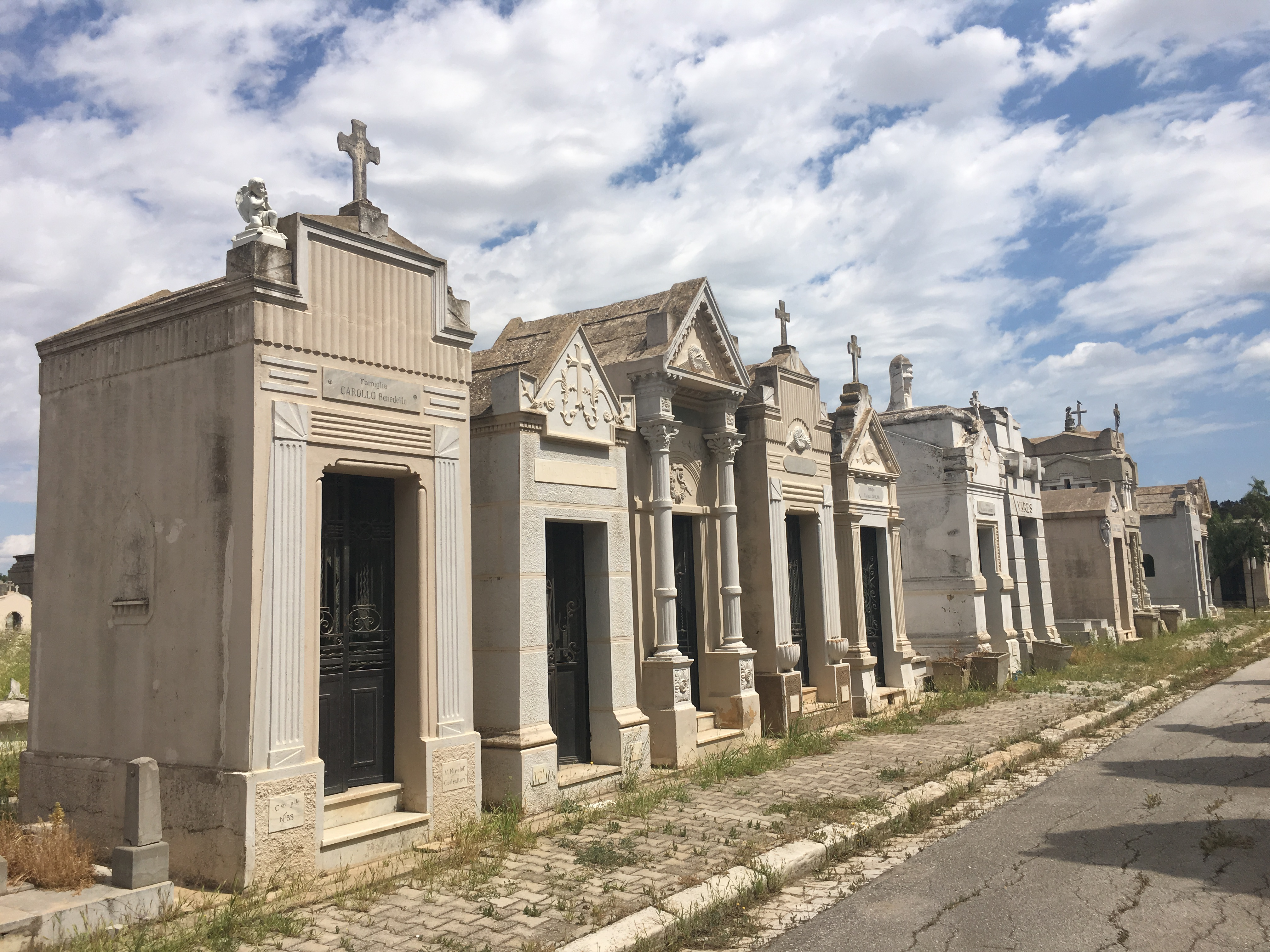
Cimetière chrétien du Borgel.

Propriété de la ville de Tunis et limitrophe du cimetière juif, le cimetière chrétien a notamment remplacé celui du Belvédère qui se trouvait à Bab El Khadra et qui fut fermé en 1979. La fermeture de plusieurs cimetières à travers le pays a conduit au rapatriement de certaines tombes. Récemment, le Conseil municipal de la ville de Bouficha a décidé en juillet 2003 la fermeture de son cimetière chrétien et le transfert des dépouilles mortelles au Borgel. En août 2004, c'est au Conseil municipal de la ville de Medjez el-Bab de prendre la même décision.
Un chantier de réhabilitation, l'une des premières opérations de ce type en Tunisie, est lancé en juillet 2007 et financé par la prélature de Tunis. Il doit durer trois ans et concerne la réhabilitation des tombes, l'entretien et le nettoyage du cimetière.